# 더글러스 엥겔바트
더글러스 엥겔바트(Douglas C. Engelbart, 1925년 1월 30일 ~ 2013년 7월 2일, 오리건주 출생)는 노르웨이/스웨덴계 미국인 발명가이다. 그는 특히 컴퓨터 마우스의 발명자로 유명하다. 또한 그래픽 사용자 인터페이스, 하이퍼텍스트, 네트워크 컴퓨터 등 인간과 컴퓨터 상호 작용 분야의 선구자이다.

## 생애
1948년 오레건 주립대학교에서 전기공학 학사학위를 받았고, 1953년 UC 버클리에서 공학 석사학위를 받았다. 1955년에는 동 대학에서 박사학위를 받았다.
제2차 세계 대전 때 필리핀의 무선전기 기사로 해군에 복무하던 시절, 버니바 부시(Vannevar Bush)가 쓴 '우리가 생각하는 대로 (As We May Think)'란 글에서 큰 영감을 받는다. 전쟁이 끝나고, 영감을 실현시키기 위해 UC 버클리에서 공부를 계속하여 1955년 박사학위를 받는다. 여기서 CALDIC을 만드는 데 관여 했으며 이후 1년간 박사 학위 논문에서 만든 기술을 상업화 하려는 저장기기 제조 회사를 설립하려 하였으나 실패한 후 스탠퍼드 연구소에서 휴위 크레인과 함께 자기 논리 장치의 개발에 참여했다.
2013년 신부전으로 인해 88세의 나이로 세상을 떠났다.

## 같이 보기
- 그래픽 사용자 인터페이스
- 하이퍼 텍스트
- 이반 서덜랜드
- 테드 넬슨